# Papierbeenvissen
Papierbeenvissen (Notosudidae) zijn een familie van straalvinnige vissen uit de orde van Draadzeilvissen (Aulopiformes).

## Geslachten
- Ahliesaurus Bertelsen, G. Krefft & N. B. Marshall, 1976
- Luciosudis Fraser-Brunner, 1931
- Scopelosaurus Bleeker, 1860